# Georges Méliès filmografi

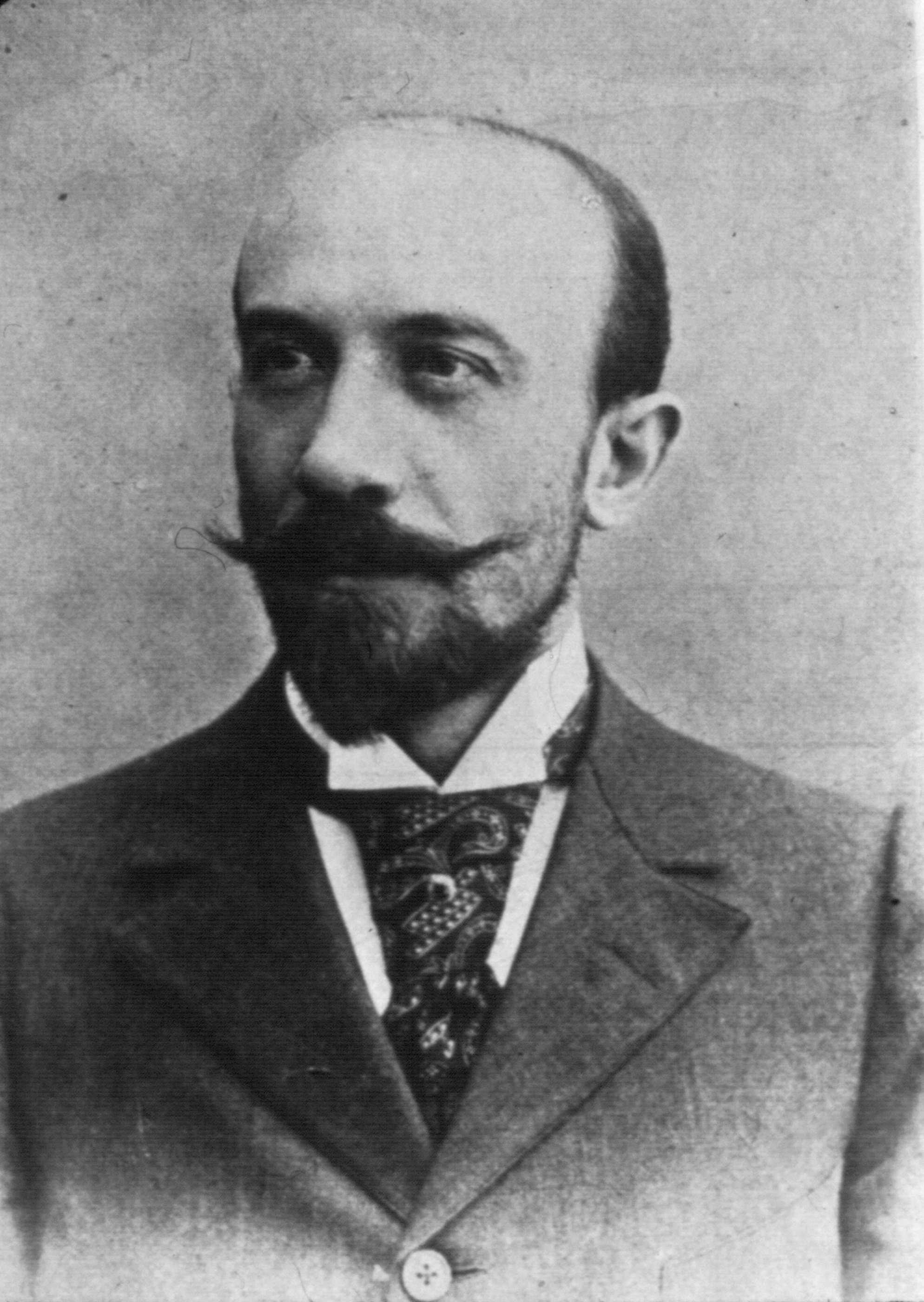
Georges Méliès, 1890-talet

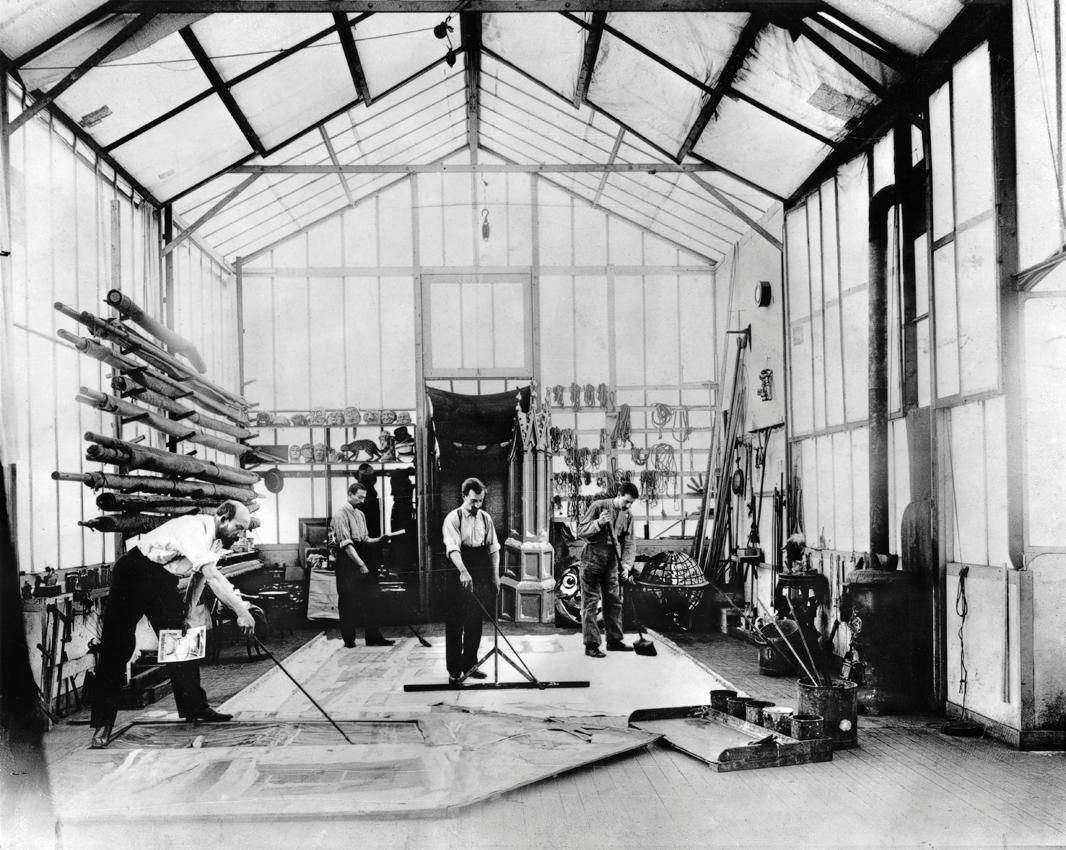
Filmstudion i Montreuil

Detta är en översikt över den franska regissören och producenten Georges Méliès filmer. Méliès var aktiv 1896-1913, det första året under namnet "Théâtre Robert-Houdin" och sedan 1897 under det egna filmproduktionsföretaget Star Film.

## 1896
- Une partie de cartes (Méliès första film)
- Arrivée d'un train gare de Vincennes (förlorad)
- L'Arroseur (förlorad)
- Batteuse à vapeur (förlorad)
- Bébé et Fillettes (förlorad)
- Le Bivouac (förlorad)
- Les Blanchisseuses (förlorad)
- Bois de Boulogne (förlorad)
- Boulevard des Italiens (förlorad)
- Campement de bohémiens (förlorad)
- Le cauchemar
- Danse serpentine (förlorad)
- Défense d'afficher
- Départ des automobiles (förlorad)
- Départ des officiers (förlorad)
- Effets de mer sur les rochers (förlorad)
- Enfants jouant sur la plage (förlorad)
- Escamotage d'une dame au théâtre Robert-Houdin
- Le Manoir du diable
- Place de la Concorde (förlorad)
- Une nuit terrible
- La voiture du potier (förlorad)
- Cortège du tsar allant à Versailles (förlorad)
- Cortège du tsar au bois de Boulogne (förlorad)
- Barque sortant du port de Trouville (förlorad)
- Bateau-mouche sur la Seine (förlorad)
- Les chevaux de bois (förlorad)
- Le chiffonnier (förlorad)
- Le couronnement de la rosière (förlorad)
- Le déchargement de bateaux (förlorad)
- Dessinateur : Chamberlain (förlorad)
- Dessinateur express (förlorad)
- Dessinateur : Reine Victoria (förlorad)
- Dessinateur : Von Bismarck (förlorad)
- Dix chapeaux en 60 secondes (förlorad)

## 1897
- Après le bal
- L'Auberge ensorcelée
- Entre Calais et Douvres
- La prise de Tournavos
- Combat naval en Grèce
- Bombardement d'une maison
- Sur les toits
- L'Hallucination de l'alchimiste
- Faust et Marguerite

## 1898
- Le damnation de Faust
- Guerre de Cuba et l'explosion du Maine à La Havane
- Guillaume Tell et le clown
- Illusions fantasmagoriques
- La lune à un mètre
- Le magicien
- Panorama pris d'un train en marche
- La Tentation de Saint Antoine
- Un homme de têtes
- La caverne maudite
- Les rayons X

## 1899
- L'Affaire Dreyfus
- Cendrillon
- Cléopâtre
- Le Diable au couvent
- L'Impressionniste fin de siècle
- Le portrait mystérieux

## 1900
- L'Artiste et le mannequin
- Avenue des Champs-Élysées et le Petit Palais
- Coppelia : La poupée animée
- Le déshabillage impossible
- Les deux aveugles
- L'Exposition de 1900
- Farce de marmiton
- Fatale méprise
- Le fou assassin
- Gens qui pleurent et gens qui rient
- Jeanne d'Arc
- L'Homme orchestre
- L'Illusionniste double et la tête vivante
- Les infortunes d'un explorateur
- Le livre magique
- Le malade hydrophobe
- Les miracles de Brahmane
- Ne bougeons plus
- Nouvelles luttes extravagantes
- Palais étrangers
- Panorama circulaire
- Panorama pris du trottoir roulant Champ de Mars
- Pavillon des armées de terre et de mer
- Porte monumentale (förlorad)
- Le prisonnier récalcitrant
- Le repas fantastique
- Le rêve du radjah ou la forêt enchantée
- La Rue des nations (förlorad)
- Le savant et le chimpanzé
- Les sept péchés capitaux (förlorad)
- Le songe d'or de l'avare
- Le sorcier, le prince et le bon génie
- Spiritisme abracadabrant
- The unexpected bath
- Tom Whisky ou l'illusioniste toqué
- Le tonneau des danaïdes
- Les trois bacchantes
- Un intrus dans la loge des figurantes
- Vengeance du gâte-sauce
- Vieux Paris
- Les visiteurs sur le trottoir roulant
- Vue de remerciements au public
- Vue panoramique prise de la Seine

## 1901
- Le rêve de Noël
- L'Antre des esprits
- Barbe-bleue
- Bouquet d'illusions
- Le chapeau à surprises
- Le charlatan
- Le chevalier démontable et le général Boum
- Chez la sorcière
- Le chimiste repopulateur
- La chirurgie de l'avenir
- La chrysalide et le papillon d'or
- Congrès des nations en Chine
- Dislocation mystérieuse
- L'École infernale
- Excelsior!
- La fontaine sacrée ou la vengeance de Boudha
- Guguste et Belzebuth
- Le diable géant ou le miracle de la madonne
- L'Homme à la tête en caoutchouc
- L'Homme aux cent trucs
- La libellule
- La maison tranquille
- Mésaventures d'un aéronaute
- L'Omnibus des toqués blancs et noirs
- Le petit chaperon rouge
- La phrénologie burlesque
- Les piqueurs de futs
- Le réveil d'un monsieur pressé
- Le temple de la magie
- La tour maudite
- Une mauvaise plaisanterie
- Une noce au village
- Nain et géant

## 1902
- L'Armoire des frères Davenport
- Les aventures de Robinson Crusoé
- Le bataillon élastique
- Catastrophe du ballon 'Le pax'
- La clownesse fantôme
- Le couronnement du roi Édouard VII
- La danseuse microscopique
- La douche du colonel (of Les gaités de la caserne)
- L'Équilibre impossible
- Éruption volcanique à la Martinique
- La femme volante
- L'Homme mouche
- L'Œuf du sorcier ou l'Œuf magique prolifique
- Le pochard et l'inventeur
- La rêve du paria
- The Coronation of Edward VII
- The Eruption of Mt. Pelee
- Les trésors de satan
- Une indigestion
- Le voyage dans la Lune
- Le voyage de Gulliver à Lilliput et chez les géants

## 1903
- L'Auberge du bon repos
- Bob Kick, l'enfant terrible
- La boîte à malice
- Le cake-walk infernal
- Le chaudron infernal
- La corbeille enchantée
- L'Enchanteur Alcofrisbas
- Extraordinary adventures
- Fantaisie Égyptienne
- Faust aux enfers
- Les filles du diable
- La flamme merveilleuse
- La guirlande merveilleuse
- Illusions funambulesques
- Jacques et Jim
- La lanterne magique
- Le mélomane
- Le monstre
- Les Mousquetaires de la reine
- L'Oracle de Delphes
- Le parapluie fantastique
- Le portrait spirituel
- Le puits fantastique
- Le rêve du maître de ballet
- Le revenant
- Le royaume des fées
- Le sorcier
- La statue animée
- Tom Tight et Dum-Dum
- Le tonnerre de Jupiter
- Un malheur n'arrive jamais seul

## 1904
- Les Apaches
- Les apparitions fugitives
- Au clair de la lune ou Pierrot malheureux
- Le barbier de Séville
- Benvenuto Cellini ou une curieuse évasion
- Le bourreau turc
- Le cadre aux surprises
- Les cartes vivantes
- La cascade de feu
- Le coffre enchanté
- Les costumes animés
- La dame fantôme
- Damnation du docteur Faust
- Le dîner impossible
- La fête au père Mathieu
- Le joyeux prophète russe
- Mariage par correspondance
- Match de prestidigitation
- Le merveilleux éventail vivant
- Les mésaventures de monsieur Boit-sans-soif
- La planche du diable
- La providence de Notre-Dame des flots
- Le rêve de l'horloger
- Le roi du maquillage
- Le rosier miraculeux
- La sirène
- Siva l'invisible
- Sorcellerie culinaire
- Le thaumaturge chinois
- Les transmutations imperceptibles
- Un miracle sous l'inquisition
- Un peu de feu s.v.p.
- Une bonne farce avec ma tête
- Une bonne surprise
- Le juif errant
- Le voyage à travers l'impossible

## 1905
- À president-elect Roosevelt
- L'Ange de Noël
- Le baquet de Mesmer
- Le cauchemar du pêcheur
- La chaise à porteur enchantée
- Le chevalier démontable
- Les chevaliers du chloroforme
- Le compositeur toqué
- Les derniers moments d'Anne de Boleyn
- Le diable noir
- La grotte aux surprises
- L'Île de Calypso : Ulysse et le géant polyphème
- La légende de Rip Van Winkle
- Le menuet lilliputien
- Le palais des mille et une nuits
- Le peintre Barbouillard et le tableau diabolique
- Le phénix
- Le raid Paris-Monte Carlo en deux heures
- Le roi des tireurs
- Le système du docteur Souflamort
- Le tripot clandestin
- Un feu d'artifice improvisé
- Une mésaventure de Shylock

## 1906
- Les affiches en goguette
- Alchimiste Parafaragaramus ou la cornue infernale
- L'Anarchie chez guignol
- Les bulles de savon animées
- La cardeuse de matelas
- Le dirigeable fantastique
- Le fantôme d'Alger
- La fée Carabosse ou le poignard fatal
- La galerie sens dessus-dessous
- L'Honneur est satisfait
- L'Hôtel des voyageurs de commerce
- Les incendiaires
- Jack le ramoneur
- Le maestro Do-mi-sol-do
- La magie à travers les âges
- Les quatre cents farces du diable
- Le rastaquouère Rodriguez y Papanagaz
- Une chute de cinq étages

## 1907
- Ali Barbouyou et Ali Bouf à l'huile
- Bernard le bûcheron
- Boulangerie modèle
- Le carton fantastique
- La colle universelle
- La cuisine de l'ogre
- Le délirium tremens
- La douche d'eau bouillante
- L'Éclipse du soleil en pleine lune
- François Ier et Triboulet
- Les fromages automobiles
- Hamlet
- La marche funèbre de Chopin
- Le mariage de Victorine
- La mort de Jules César
- Le nouveau seigneur du village
- La nouvelle peine de mort
- Nuit de carnaval
- Pauvre John ou les aventures d'un buveur de whiskey
- La perle des servantes
- Le placard infernal
- La prophétesse de Thèbes
- Robert Macaire et Bertrand
- Satan en prison
- Seek and Thou Shalt Find
- The Story of Eggs
- Torches humaines
- Le tunnel sous la Manche ou le cauchemar franco-anglais
- Vingt mille lieues sous les mers

## 1908
- A Tricky Painter's Fate
- L'Acteur en retard
- L'Agent gelé
- Anaïc ou le balafré
- L'Ascension de la rosière
- At the Hotel Mix-Up
- Au pays des jouets
- L'Avare
- Bonne bergère et la méchante princesse
- Buncoed Stage Johnnie
- La civilisation à travers les âges
- Le conseil de pipelet
- Le crime de la rue du Cherche-Midi à quatorze heures
- Le fabricant de diamants
- Le fakir de Singapour
- La fée libellule
- La fête du sonneur
- La fontaine merveilleuse
- French Interpreter Policeman
- Le génie du feu
- Hallucinations pharmaceutiques
- His First Job
- Il y a un dieu pour les ivrognes
- Jugement du garde-champêtre
- Love and Molasses
- Lulli ou le vidon brisé
- Magic of Catchy Songs
- La main secourable
- Mariage de raison et mariage d'amour
- Le mariage de Thomas Poirot
- Moitié de polka
- Mystery of the Garrison
- Not Guilty
- On ne badine pas avec l'amour
- Oriental Black Art
- Photographie électrique à distance
- Pochardiana
- Poupée vivante
- Pour les p'tiots
- Pour l'étoile S.V.P.
- Quiproquo
- Le raid Paris-New York en automobile
- Le rêve d'un fumeur d'opium
- Rivalité d'amour
- Rude Awakening
- Salon de coiffure
- Le serpent de la rue de la lune
- Le tambourin fantastique
- Tartarin de Tarascon
- The Duke's Good Joke
- Les malheurs d'un photographe
- The Woes of Roller Skates
- La toile d'araignée merveilleuse
- Le trait d'union
- Trop vieux!
- Two Crazy Bugs
- Two Talented Vagabonds
- Voyage de noces en ballon
- Wonderful Charm

## 1909
- A Tumultuous Elopement
- Cinderella Up-to-Date
- Don Quichotte
- For Sale: a Baby
- For the Cause of Suffrage
- La gigue merveilleuse
- Le locataire diabolique
- Le mousquetaire de la reine
- Mrs. and Mr. Duff
- Le papillon fantastique
- Seein' Things
- The Count's Wooing
- The Hypnotist's Revenge

## 1910
- Apparitions fantômatiques
- Le conte du vieux talute
- Fin de réveillon
- Guérison de l'obésité en 5 minutes
- L'Homme aux mille inventions
- Hydrothérapie fantastique
- Les illusions fantaisistes
- Les sept barres d'or
- Si j'étais le roi
- Un homme comme il faut
- Le vitrail diabolique

## 1911
- Les aventures du baron de Münchhausen
- Mexican as It Is Spoken
- Right or Wrong
- The Mission Waif
- The Ranchman's Debt of Honor
- The Stolen Grey
- Tommy's Rocking Horse

## 1912
- Cendrillon ou la pantoufle mystérieuse
- Le chevalier des neiges
- La conquête du pôle
- The Ghost of Sulphur Mountain
- The Prisoner's Story

## 1913
- Le voyage de la famille Bourrichon (Méliès sista film)